# Taiwan i olympiska sommarspelen 2016
Taiwan deltog i de olympiska sommarspelen 2016 under namnet Kinesiska Taipei med en trupp bestående av 57 deltagare, 26 män och 31 kvinnor, vilka deltog i 46 tävlingar i 18 sporter. Landet slutade på femtionde plats i medaljligan, med en guldmedalj och tre medaljer totalt.

## Medaljer
| Medalj | Namn                                    | Sport         | Gren                |
| ------ | --------------------------------------- | ------------- | ------------------- |
| 1      | Hsu Shu-ching                           | Tyngdlyftning | Damernas 53 kg      |
| 3      | Le Chien-ying Lin Shih-chia Tan Ya-ting | Bågskytte     | Damernas lagtävling |
| 3      | Kuo Hsing-chun                          | Tyngdlyftning | Damernas 58 kg      |

## Badminton
Fyra badmintonspelare representerade Taiwan vid sommarspelen 2016.
| Spelare                     | Gren       | Grupp                                           | Grupp                                   | Grupp                                    | Grupp | Eliminering                   | Kvartsfinal                   | Semifinal         | Final / BM        | Final / BM       |
| Spelare                     | Gren       | Motståndare Poäng                               | Motståndare Poäng                       | Motståndare Poäng                        | Pl.   | Motståndare Poäng             | Motståndare Poäng             | Motståndare Poäng | Motståndare Poäng | Pl.              |
| --------------------------- | ---------- | ----------------------------------------------- | --------------------------------------- | ---------------------------------------- | ----- | ----------------------------- | ----------------------------- | ----------------- | ----------------- | ---------------- |
| Tai Tzu-ying                | Damsingel  | Baldauf (AUT) W (21–11, 21–9)                   | i.u.                                    | Perminova (RUS) W (21–12, 21–9)          | 1 Q   | Sindhu (IND) L (13–21, 15–21) | Gick inte vidare              | Gick inte vidare  | Gick inte vidare  | Gick inte vidare |
| Chou Tien-chen              | Herrsingel | Zilberman (ISR) W (21–9, 21–11)                 | i.u.                                    | Y Tan (BEL) W (21–14, 21–8)              | 1 Q   | Hu Y (HKG) W (21–10, 21–13)   | Lee C-w (MAS) L (9–21, 15–21) | Gick inte vidare  | Gick inte vidare  | Gick inte vidare |
| Lee Sheng-mu Tsai Chia-hsin | Herrdubbel | Lee Y-d / Yoo Y-s (KOR) L (21–18, 13–21, 18–21) | Ivanov / Sozonov (RUS) L (11–21, 20–22) | Chau / Serasinghe (AUS) W (21–14, 21–19) | 3     | i.u.                          | Gick inte vidare              | Gick inte vidare  | Gick inte vidare  | Gick inte vidare |

## Bordtennis
Taiwan kvalade in två lag i bordtennis.
Damer
| Idrottare                              | Gren   | Omgång 1             | Omgång 2              | Omgång 3              | Omgång 4             | Kvartsfinal          | Semifinal            | Final / BM           | Final / BM       |
| Idrottare                              | Gren   | Motståndare Resultat | Motståndare Resultat  | Motståndare Resultat  | Motståndare Resultat | Motståndare Resultat | Motståndare Resultat | Motståndare Resultat | Pl.              |
| -------------------------------------- | ------ | -------------------- | --------------------- | --------------------- | -------------------- | -------------------- | -------------------- | -------------------- | ---------------- |
| Chen Szu-yu                            | Singel | Bye                  | Privalova (BLR) W 4–2 | Hu (TUR) W 4–0        | Kim S-i (PRK) L 2–4  | Did not advance      | Did not advance      | Did not advance      | Did not advance  |
| Cheng I-ching                          | Singel | Bye                  | Bye                   | Pavlovich (BLR) W 4–3 | Seo H-w (KOR) W 4–3  | Li Xx (CHN) L 0–4    | Gick inte vidare     | Gick inte vidare     | Gick inte vidare |
| Chen Szu-yu Cheng I-ching Huang Yi-hua | Lag    | i.u.                 | i.u.                  | i.u.                  | Hongkong L 1–3       | Gick inte vidare     | Gick inte vidare     | Gick inte vidare     | Gick inte vidare |

Herrar
| Idrottare                                        | Gren   | Omgång 1             | Omgång 2             | Omgång 3             | Omgång 4             | Kvartsfinal          | Semifinal            | Final / BM           | Final / BM       |
| Idrottare                                        | Gren   | Motståndare Resultat | Motståndare Resultat | Motståndare Resultat | Motståndare Resultat | Motståndare Resultat | Motståndare Resultat | Motståndare Resultat | Pl.              |
| ------------------------------------------------ | ------ | -------------------- | -------------------- | -------------------- | -------------------- | -------------------- | -------------------- | -------------------- | ---------------- |
| Chen Chien-an                                    | Singel | Bye                  | He Zw (ESP) W 4–2    | Zhang Jk (CHN) L 0–4 | Gick inte vidare     | Gick inte vidare     | Gick inte vidare     | Gick inte vidare     | Gick inte vidare |
| Chuang Chih-yuan                                 | Singel | Bye                  | Bye                  | Aruna (NGR) L 0–4    | Gick inte vidare     | Gick inte vidare     | Gick inte vidare     | Gick inte vidare     | Gick inte vidare |
| Chen Chien-an Chiang Hung-chieh Chuang Chih-yuan | Lag    | i.u.                 | i.u.                 | i.u.                 | Tyskland L 1–3       | Gick inte vidare     | Gick inte vidare     | Gick inte vidare     | Gick inte vidare |

## Boxning

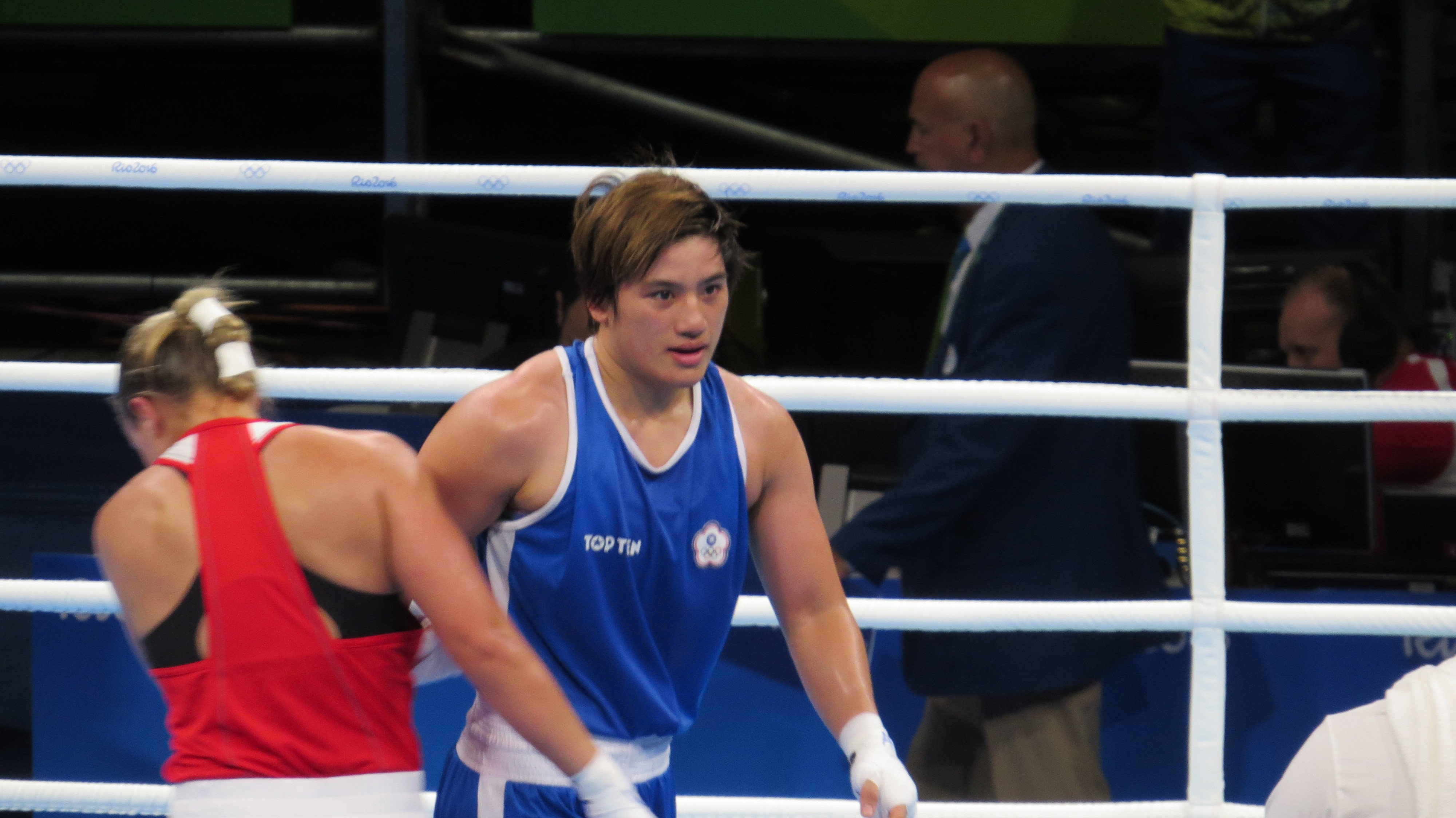
Chen Nien-chin (i blått) efter matchen mot Jaroslava Jakusjina.

Taiwan var för första gången sedan 1996 representerat i boxningen. Chen Nien-chin säkrade sin plats i den olympiska turneringen när hon tog ett brons vid världsmästerskapen 2016 i Astana. Lai Chu-en tog en plats när han tog en bronsmedalj vid kvalturneringen i Baku i juni 2016.
| Idrottare      | Gren                | Omgång 1             | Omgång 2              | Kvartsfinal          | Semifinal            | Final                | Final            |
| Idrottare      | Gren                | Motståndare Resultat | Motståndare Resultat  | Motståndare Resultat | Motståndare Resultat | Motståndare Resultat | Placering        |
| -------------- | ------------------- | -------------------- | --------------------- | -------------------- | -------------------- | -------------------- | ---------------- |
| Chen Nien-chin | Damernas mellanvikt | i.u.                 | Jakusjina (RUS) L 0-3 | Gick inte vidare     | Gick inte vidare     | Gick inte vidare     | Gick inte vidare |
| Lai Chu-en     | Herrarnas lättvikt  | Lacruz (NED) L 1-2   | Gick inte             | Gick inte            | Gick inte            | Gick inte            | Gick inte        |

## Brottning
Taiwan representerades i brottning av Chen Wen-ling som var den första taiwanesiska brottaren på 28 år att delta i ett OS. Hon kvalade in via den asiatiska kvaltävlingen i Astana i mars 2016.
Damer, fristil
| Tävlande      | Gren   | Kvalifikation        | Åttondelsfinal         | Kvartsfinal          | Semifinal            | Återkval 1           | Återkval 2           | Final                | Final |
| Tävlande      | Gren   | Motståndare Resultat | Motståndare Resultat   | Motståndare Resultat | Motståndare Resultat | Motståndare Resultat | Motståndare Resultat | Motståndare Resultat | Plats |
| ------------- | ------ | -------------------- | ---------------------- | -------------------- | -------------------- | -------------------- | -------------------- | -------------------- | ----- |
| Chen Wen-ling | -69 kg | Bye                  | Ochirbatyn (MGL) L 0–5 | Gick inte vidare     | Gick inte vidare     | Gick inte vidare     | Gick inte vidare     | Gick inte vidare     | 15    |

## Bågskytte
I bågskyttet tävlade sex deltagare för Taiwan. Herrlaget kvalade in vid världsmästerskapen 2015 i Köpenhamn och damlaget vid den avslutande kvaltävlingen som hölls i samband med världscuptävlingen i Antalya 2016.
Damer
| Bågskytt                                | Gren         | Ranking-runda | Ranking-runda | 32-delsfinal        | Sextondelsfinal      | Åttondelsfinal     | Kvartsfinal       | Semifinal         | Final             | Final            |
| Bågskytt                                | Gren         | Poäng         | Seedning      | Motståndare Poäng   | Motståndare Poäng    | Motståndare Poäng  | Motståndare Poäng | Motståndare Poäng | Motståndare Poäng | Placering        |
| --------------------------------------- | ------------ | ------------- | ------------- | ------------------- | -------------------- | ------------------ | ----------------- | ----------------- | ----------------- | ---------------- |
| Le Chien-ying                           | Individuellt | 625           | 33            | Martín (ESP) W 6–2  | Choi (KOR) L 2–6     | Gick inte vidare   | Gick inte vidare  | Gick inte vidare  | Gick inte vidare  | Gick inte vidare |
| Lin Shih-chia                           | Individuellt | 667           | 5             | Mansour (EGY) W 6–0 | Laishram (IND) L 2–6 | Gick inte vidare   | Gick inte vidare  | Gick inte vidare  | Gick inte vidare  | Gick inte vidare |
| Tan Ya-ting                             | Individuellt | 671           | 3             | Picard (CAN) W 7–1  | Pavlova (UKR) W 6–0  | Kumari (IND) W 6–0 | Unruh (GER) L 5–6 | Gick inte vidare  | Gick inte vidare  | Gick inte vidare |
| Le Chien-ying Lin Shih-chia Tan Ya-ting | Lagtävling   | 1932          | 4             | i.u.                | i.u.                 | Bye                | Mexiko W 5-4      | Sydkorea L 1-5    | Italien W 5-3     | 3                |

Herrar
| Bågskytt                              | Gren         | Ranking-runda | Ranking-runda | 32-delsfinal          | Sextondelsfinal      | Åttondelsfinal    | Kvartsfinal       | Semifinal         | Final             | Final            |
| Bågskytt                              | Gren         | Poäng         | Seedning      | Motståndare Poäng     | Motståndare Poäng    | Motståndare Poäng | Motståndare Poäng | Motståndare Poäng | Motståndare Poäng | Placering        |
| ------------------------------------- | ------------ | ------------- | ------------- | --------------------- | -------------------- | ----------------- | ----------------- | ----------------- | ----------------- | ---------------- |
| Kao Hao-wen                           | Individuellt | 661           | 30            | Fernández (ESP) L 0–6 | Gick inte vidare     | Gick inte vidare  | Gick inte vidare  | Gick inte vidare  | Gick inte vidare  | Gick inte vidare |
| Wei Chun-heng                         | Individuellt | 679           | 9             | Elder (FIJ) W 6–0     | Thamwong (THA) L 5–6 | Gick inte vidare  | Gick inte vidare  | Gick inte vidare  | Gick inte vidare  | Gick inte vidare |
| Yu Guan-lin                           | Individuellt | 655           | 39            | Nesteng (NOR) L 5–6   | Gick inte vidare     | Gick inte vidare  | Gick inte vidare  | Gick inte vidare  | Gick inte vidare  | Gick inte vidare |
| Kao Hao-wen Wei Chun-heng Yu Guan-lin | Lagtävling   | 1995          | 7             | i.u.                  | i.u.                 | Indonesien L 2–6  | Gick inte vidare  | Gick inte vidare  | Gick inte vidare  | Gick inte vidare |

## Cykling
Taiwan kvalificerade en cyklist till damernas linjelopp.
Landsväg
| Idrottare       | Gren               | Tid                   | Placering             |
| --------------- | ------------------ | --------------------- | --------------------- |
| Huang Ting-ying | Damernas linjelopp | Slutförde inte loppet | Slutförde inte loppet |

Hsiao Mei-yu tog en plats i damernas omnium genom sin placering vid världsmästerskapen 2016 i London.
Bana
| Cyklist      | Gren            | Scratch | Scratch | Individuell förföljelse | Individuell förföljelse | Individuell förföljelse | Utslagslopp | Utslagslopp | Tempolopp | Tempolopp | Tempolopp | Flygande varv | Flygande varv | Flygande varv | Poänglopp | Poänglopp | Totalpoäng | Placering |
| Cyklist      | Gren            | Pl.     | Poäng   | Tid                     | Pl.                     | Poäng                   | Pl.         | Poäng       | Tid       | Pl.       | Poäng     | Tid           | Pl.           | Poäng         | Poäng     | Pl.       | Totalpoäng | Placering |
| ------------ | --------------- | ------- | ------- | ----------------------- | ----------------------- | ----------------------- | ----------- | ----------- | --------- | --------- | --------- | ------------- | ------------- | ------------- | --------- | --------- | ---------- | --------- |
| Hsiao Mei-yu | Damernas omnium | 13      | 16      | 3:58.713                | 18                      | 6                       | 13          | 16          | 35.636    | 7         | 28        | 14.532        | 12            | 18            | -20       | 18        | 64         | 17        |

## Friidrott
Förkortningar
- Notera– Placeringar avser endast det specifika heatet.
- Q = Tog sig vidare till nästa omgång
- q = Tog sig vidare till nästa omgång som den snabbaste förloraren eller, i fältgrenarna, genom placering utan att nå kvalgränsen
- N/A = Omgången fanns inte i grenen
- Bye = Idrottaren behövde inte tävla i omgången

Damer
Bana och väg
| Idrottare      | Gren    | Final    | Final     |
| Idrottare      | Gren    | Resultat | Placering |
| -------------- | ------- | -------- | --------- |
| Hsieh Chien-ho | Maraton | 2:54:18  | 113       |
| Chen Yu-hsuan  | Maraton | 3:09:13  | 127       |

Herrar
Bana och väg
| Idrottare    | Gren       | Heat     | Heat      | Semifinal        | Semifinal        | Final            | Final            |
| Idrottare    | Gren       | Resultat | Placering | Resultat         | Placering        | Resultat         | Placering        |
| ------------ | ---------- | -------- | --------- | ---------------- | ---------------- | ---------------- | ---------------- |
| Chen Chieh   | 400 m häck | 50.65    | 6         | Gick inte vidare | Gick inte vidare | Gick inte vidare | Gick inte vidare |
| Ho Chin-ping | Maraton    | i.u.     | i.u.      | i.u.             | i.u.             | 2:26.00          | 100              |

Fältgrenar
| Idrottare         | Gren          | Kval    | Kval      | Final            | Final            |
| Idrottare         | Gren          | Distans | Placering | Distans          | Placering        |
| ----------------- | ------------- | ------- | --------- | ---------------- | ---------------- |
| Hsiang Chun-hsien | Höjdhopp      | 2.17    | 35        | Gick inte vidare | Gick inte vidare |
| Huang Shih-feng   | Spjutkastning | 74.33   | 16        | Gick inte vidare | Gick inte vidare |

## Gymnastik
Gymnasten Lee Chih-kai kvalade in till spelen i Rio genom den olympiska kvaltävlingen i Rio de Janeiro i april 2016.
| Gymnast      | Gren      | Kval    | Kval    | Kval    | Kval    | Kval    | Kval    | Kval   | Kval | Final            | Final            | Final            | Final            | Final            | Final            | Final            | Final            |
| Gymnast      | Gren      | Redskap | Redskap | Redskap | Redskap | Redskap | Redskap | Totalt | Pl.  | Redskap          | Redskap          | Redskap          | Redskap          | Redskap          | Redskap          | Totalt           | Pl.              |
| Gymnast      | Gren      | F       | PH      | R       | V       | PB      | HB      | Totalt | Pl.  | F                | PH               | R                | V                | PB               | HB               | Totalt           | Pl.              |
| ------------ | --------- | ------- | ------- | ------- | ------- | ------- | ------- | ------ | ---- | ---------------- | ---------------- | ---------------- | ---------------- | ---------------- | ---------------- | ---------------- | ---------------- |
| Lee Chih-kai | Bygelhäst | i.u.    | 14,266  | i.u.    | i.u.    | i.u.    | i.u.    | 14,266 | 31   | Gick inte vidare | Gick inte vidare | Gick inte vidare | Gick inte vidare | Gick inte vidare | Gick inte vidare | Gick inte vidare | Gick inte vidare |

## Golf
Fyra taiwanesiska golfare kvalificerade sig till den olympiska turneringen genom sina placeringar på världsrankingen.
| Spelare         | Gren   | Runda 1 | Runda 2 | Runda 3 | Runda 4 | Totalt | Totalt | Totalt    |
| Spelare         | Gren   | Poäng   | Poäng   | Poäng   | Poäng   | Poäng  | Par    | Placering |
| --------------- | ------ | ------- | ------- | ------- | ------- | ------ | ------ | --------- |
| Teresa Lu       | Damer  | 70      | 67      | 73      | 70      | 280    | −4     | =16       |
| Candie Kung     | Damer  | 67      | 68      | 76      | 75      | 286    | +2     | =31       |
| Pan Cheng-tsung | Herrar | 69      | 69      | 71      | 74      | 283    | −1     | =30       |
| Lin Wen-tang    | Herrar | 77      | 77      | DNF     | DNF     | 154    | 12     | DNF       |

## Judo
Två judokas tävlade för Taiwan i sommarspelen 2016.
| Idrottare      | Gren            | Omgång 1                  | Omgång 2                | Omgång 3                 | Kvartsfinaler             | Semifinaler          | Återkval                | Final / BM                | Final / BM |
| Idrottare      | Gren            | Motståndare Resultat      | Motståndare Resultat    | Motståndare Resultat     | Motståndare Resultat      | Motståndare Resultat | Motståndare Resultat    | Motståndare Resultat      | Pl.        |
| -------------- | --------------- | ------------------------- | ----------------------- | ------------------------ | ------------------------- | -------------------- | ----------------------- | ------------------------- | ---------- |
| Lien Chen-ling | Damernas −57kg  | i.u.                      | Podolak (POL) W 100–000 | Malloy (USA) W 000–000 S | Căprioriu (ROU) L 000–100 | Gick inte vidare     | Karakas (HUN) W 001–000 | Matsumoto (JPN) L 000–001 | 5          |
| Tsai Ming-yen  | Herrarnas −60kg | Sithisane (LAO) W 111–000 | Gerchev (BUL) L 000–110 | Gick inte vidare         | Gick inte vidare          | Gick inte vidare     | Gick inte vidare        | Gick inte vidare          | 17         |

## Ridsport
Taiwan var för första gången representerade i ridsport. Isheau Wong tog en plats då hon vann den olympiska kvaltävlingen i tyska Hagen i augusti 2015.
| Tävlande    | Häst        | Kvalifikation | Kvalifikation | Kvalifikation   | Kvalifikation   | Kvalifikation   | Kvalifikation   | Kvalifikation   | Kvalifikation   | Final           | Final           | Final           | Final           | Final           | Total           |
| Tävlande    | Häst        | Runda 1       | Runda 1       | Runda 2         | Runda 2         | Runda 2         | Runda 3         | Runda 3         | Runda 3         | Runda A         | Runda A         | Runda B         | Runda B         | Runda B         | Total           |
| Tävlande    | Häst        | Straff        | Placering     | Straff          | Total           | Placering       | Straff          | Total           | Placering       | Straff          | Placering       | Straff          | Totalt          | Placering       | Placering       |
| ----------- | ----------- | ------------- | ------------- | --------------- | --------------- | --------------- | --------------- | --------------- | --------------- | --------------- | --------------- | --------------- | --------------- | --------------- | --------------- |
| Isheau Wong | Zadarijke V | 47            | 68            | Ej kvalificerad | Ej kvalificerad | Ej kvalificerad | Ej kvalificerad | Ej kvalificerad | Ej kvalificerad | Ej kvalificerad | Ej kvalificerad | Ej kvalificerad | Ej kvalificerad | Ej kvalificerad | Ej kvalificerad |

## Rodd
Taiwan representerades i rodd av Huang Yi-ting som tävlade i damernas singelsculler. Hon tog en kvotplats vid den asiatiska kvaltävlingen i Chungju.
| Roddare       | Gren          | Heat    | Heat | Återkval | Återkval | Kvartsfinal | Kvartsfinal | Semifinal | Semifinal | Final   | Final |
| Roddare       | Gren          | Tid     | Pl.  | Tid      | Pl.      | Tid         | Pl.         | Tid       | Pl.       | Tid     | Pl.   |
| ------------- | ------------- | ------- | ---- | -------- | -------- | ----------- | ----------- | --------- | --------- | ------- | ----- |
| Huang Yi-ting | Singelsculler | 8:51.74 | 4 R  | 8:01.27  | 3 SE/F   | Bye         | Bye         | 8:38.21   | 1 FE      | 8:34.53 | 25    |

Förkortningar: FE= E-final; SE/F=Semifinal E/F; R=Återkval

## Segling
Taiwan tilldelades en plats i herrarnas vindsurfing av World Sailing.
| Idrottare | Gren | Race | Race | Race | Race | Race   | Race | Race | Race   | Race | Race | Race | Race | Race | Nettopoäng | Placering |
| Idrottare | Gren | 1    | 2    | 3    | 4    | 5      | 6    | 7    | 8      | 9    | 10   | 11   | 12   | M    | Nettopoäng | Placering |
| --------- | ---- | ---- | ---- | ---- | ---- | ------ | ---- | ---- | ------ | ---- | ---- | ---- | ---- | ---- | ---------- | --------- |
| Chang Hao | RS:X | 34   | 34   | 31   | 27   | 37 DNF | 34   | 35   | 37 DNF | 31   | 28   | 27   | 28   | EL   | 346        | 32        |

## Simning

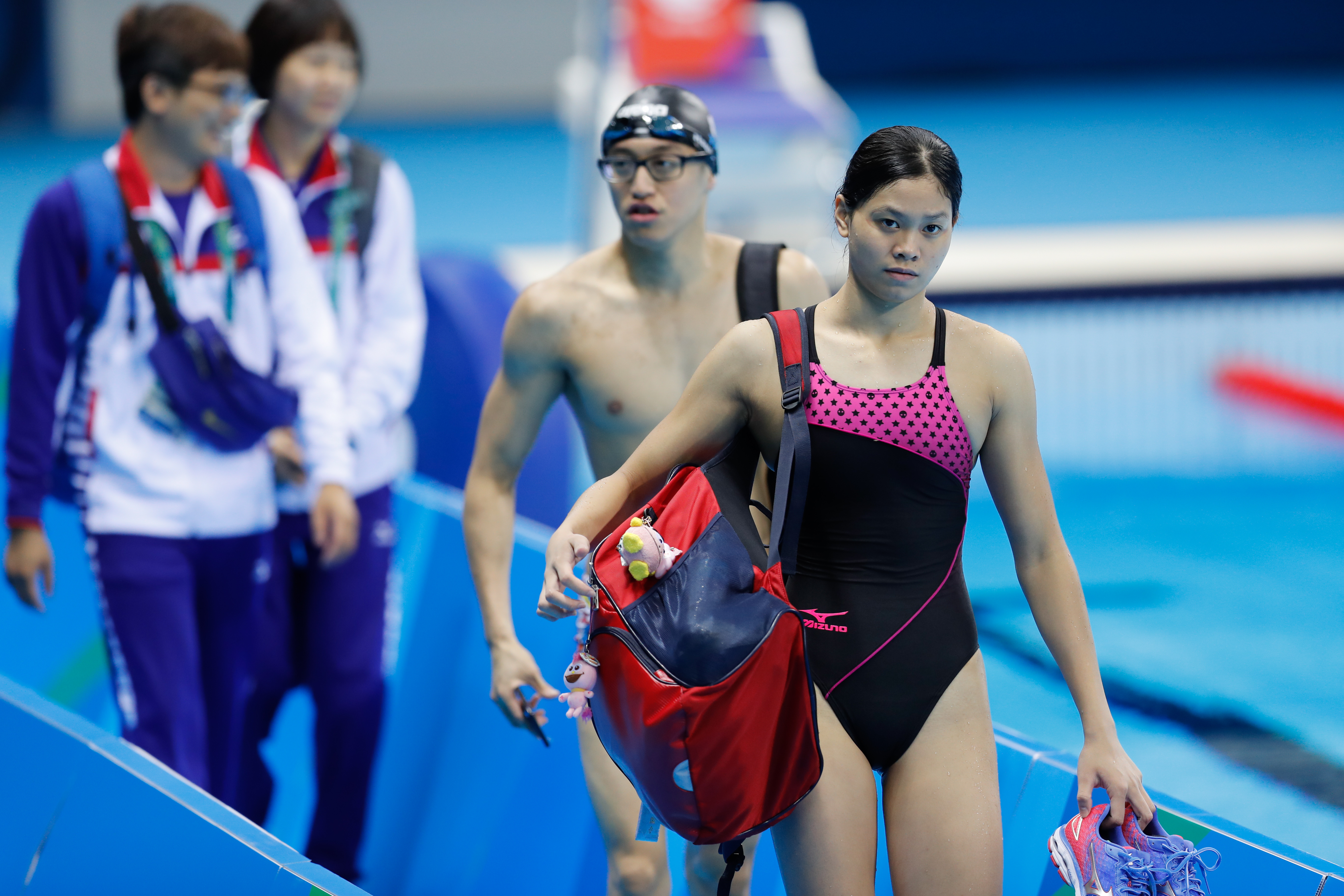
De taiwanesiska simmarna efter ett träningspass på Estádio Aquático.

Två deltagare tävlade för Taiwan i simning.
| Idrottare     | Gren                     | Heat     | Heat      | Semifinal        | Semifinal        | Final            | Final            |
| Idrottare     | Gren                     | Resultat | Placering | Resultat         | Placering        | Resultat         | Placering        |
| ------------- | ------------------------ | -------- | --------- | ---------------- | ---------------- | ---------------- | ---------------- |
| Lin Pei-wun   | Damernas 50 m frisim     | 26.41    | 49        | Gick inte vidare | Gick inte vidare | Gick inte vidare | Gick inte vidare |
| Lee Hsuan-yen | Herrarnas 200 m bröstsim | 2:14.84  | 34        | Gick inte vidare | Gick inte vidare | Gick inte vidare | Gick inte vidare |

## Skytte
Fyra taiwanesiska skyttar kvalade in till OS. Lin Yi-chun tog en plats vid världscuptävlingen i Gabala i Azerbajdzjan i augusti 2015, de tre andra kvalificerade sig vid den asiatiska kvaltävlingen i New Delhi i januari 2016.
| Idrottare    | Gren                     | Kval  | Kval | Semifinal        | Semifinal        | Final            | Final            |
| Idrottare    | Gren                     | Poäng | Pl.  | Poäng            | Pl.              | Poäng            | Pl.              |
| ------------ | ------------------------ | ----- | ---- | ---------------- | ---------------- | ---------------- | ---------------- |
| Wu Chia-ying | Damernas 10 m luftpistol | 380   | 19   | i.u.             | i.u.             | Gick inte vidare | Gick inte vidare |
| Yu Ai-wen    | Damernas 10 m luftpistol | 378   | 31   | i.u.             | i.u.             | Gick inte vidare | Gick inte vidare |
| Yu Ai-wen    | Damernas 25 m pistol     | 577   | 18   | Gick inte vidare | Gick inte vidare | Gick inte vidare | Gick inte vidare |
| Wu Chia-ying | Damernas 25 m pistol     | 572   | 27   | Gick inte vidare | Gick inte vidare | Gick inte vidare | Gick inte vidare |
| Lin Yi-chun  | Damernas trap            | 62    | 17   | Gick inte vidare | Gick inte vidare | Gick inte vidare | Gick inte vidare |
| Yang Kun-pi  | Herrarnas trap           | 110   | 25   | Gick inte vidare | Gick inte vidare | Gick inte vidare | Gick inte vidare |

## Taekwondo
Tre deltagare tävlade för Taiwan i taekwondo. Chuang Chia-chia hade kvalat in automatiskt genom att komma bland de sex bästa vid Grand Prix-finalen 2015 i Mexico City. Liu Wei-ting och Huang Huai-hsuan säkrade sina platser i turneringen vid den asiatiska kvaltävlingen i Manila.
| Idrottare        | Gren            | Sextondelsfinal      | Kvartsfinal          | Semifinal            | Återkval             | Bronsmatch/Final     | Bronsmatch/Final |
| Idrottare        | Gren            | Motståndare Resultat | Motståndare Resultat | Motståndare Resultat | Motståndare Resultat | Motståndare Resultat | Placering        |
| ---------------- | --------------- | -------------------- | -------------------- | -------------------- | -------------------- | -------------------- | ---------------- |
| Huang Huai-hsuan | Damernas 49 kg  | Wu (CHN) L 1–10      | Gick inte vidare     | Gick inte vidare     | Gick inte vidare     | Gick inte vidare     | Gick inte vidare |
| Chuang Chia-chia | Damernas 67 kg  | Deniz (KAZ) W 16–2   | Oh (KOR) L 9–21      | Gick inte vidare     | Pagnotta (CAN) W 4-1 | Tatar (TUR) L 3–7    | 5                |
| Liu Wei-ting     | Herrarnas 80 kg | Cook (MDA) W 14–2    | Oueslati (TUN) L 0–1 | Gick inte vidare     | Gick inte vidare     | Gick inte vidare     | Gick inte vidare |

## Tennis
Taiwan kvalificerade fem tennisspelare till den olympiska turneringen, två singelspelare och två damdubbelpar. Hsieh Su-wei drog sig dock ur dubbelturneringen en månad innan och dagen före spelens invigning meddelade Hsieh att hon inte kommer spela tennis för Taiwan igen.
| Spelare                      | Gren       | Omgång 1                      | Omgång 2                               | Åttondelsfinaler                     | Kvartsfinaler                        | Semifinaler       | Final / BM        | Final / BM       |                  |
| Spelare                      | Gren       | Motståndare Poäng             | Motståndare Poäng                      | Motståndare Poäng                    | Motståndare Poäng                    | Motståndare Poäng | Motståndare Poäng | Pl.              |                  |
| ---------------------------- | ---------- | ----------------------------- | -------------------------------------- | ------------------------------------ | ------------------------------------ | ----------------- | ----------------- | ---------------- | ---------------- |
| Lu Yen-hsun                  | Herrsingel | Lorenzi (ITA) L 6–3, 3–6, 4–6 | Gick inte vidare                       | Gick inte vidare                     | Gick inte vidare                     | Gick inte vidare  | Gick inte vidare  | Gick inte vidare |                  |
| Chan Hao-ching Chan Yung-jan | Damdubbel  | i.u.                          | Begu / Niculescu (ROU) W 5–7, 6–4, 6–3 | Konta / Watson (GBR) W 3–6, 6–0, 6–4 | Bacsinszky / Hingis (SUI) L 3–6, 0–6 | Gick inte vidare  | Gick inte vidare  | Gick inte vidare | Gick inte vidare |

## Tyngdlyftning

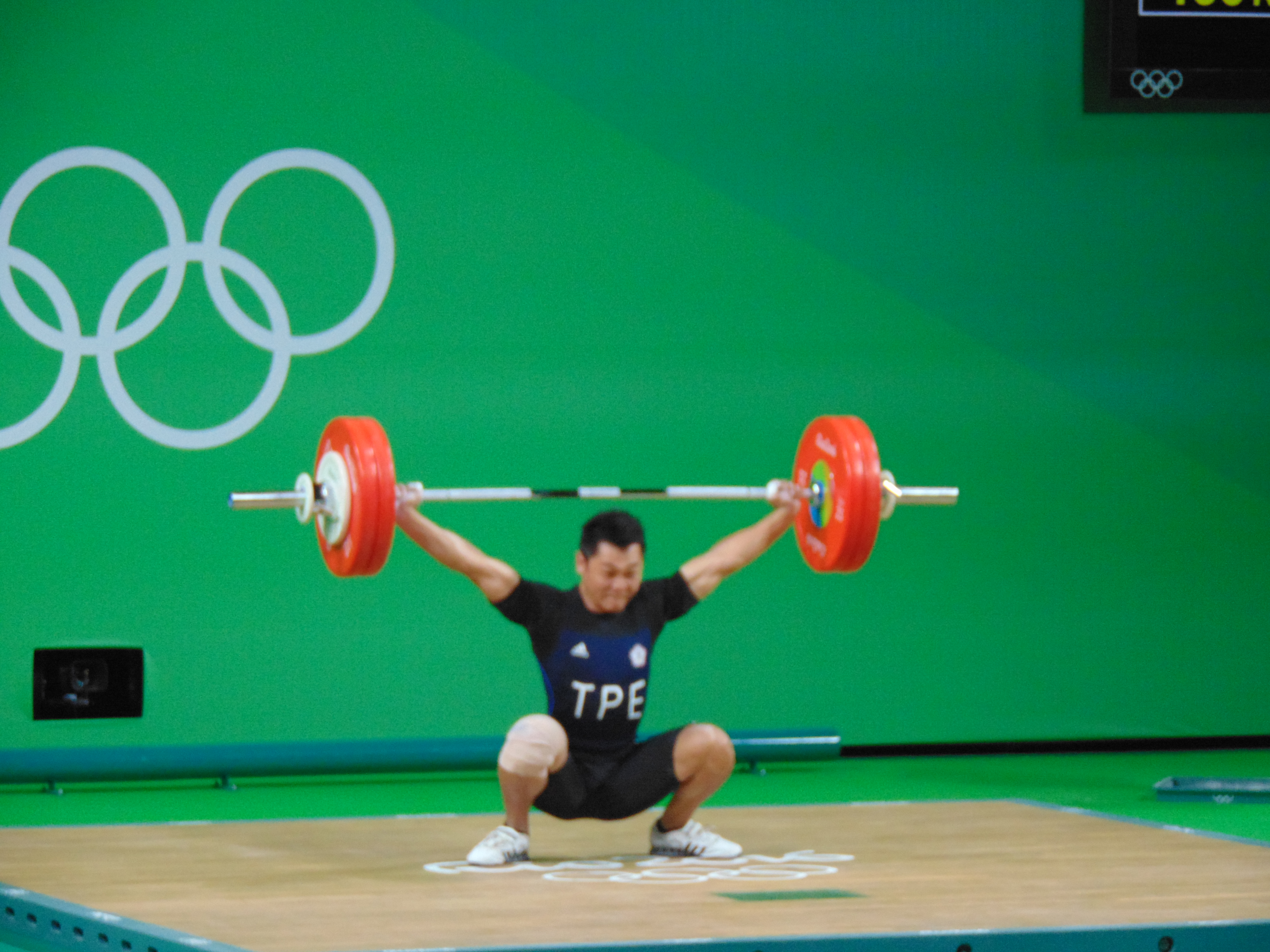
Pan Chien-hung tävlar i 69-kilosklassen.

Taiwan representerades i tyngdlyftning av sex deltagare.
| Tävlande        | Viktklass         | Ryck | Stöt | Total | Placering |
| --------------- | ----------------- | ---- | ---- | ----- | --------- |
| Chen Wei-ling   | Damernas 48 kg    | 81   | 100  | 181   | 7         |
| Hsu Shu-ching   | Damernas 53 kg    | 100  | 112  | 212   | 1         |
| Kuo Hsing-chun  | Damernas 58 kg    | 102  | 129  | 231   | 3         |
| Tan Chi-chung   | Herrarnas 56 kg   | 110  | 138  | 248   | 12        |
| Pan Chien-hung  | Herrarnas 69 kg   | 136  | 160  | 296   | 18        |
| Chen Shih-chieh | Herrarnas +105 kg | 185  | 235  | 185   | DNF       |